# Japji Sahib
 (20 décembre 17).
Le Japji Sahib est une prière au début du Granth Sahib, l'écriture sainte des sikhs. Elle a été composée par Guru Nanak Dev, le premier Sat Guru de la lignée des dix gourous sikhs.